# Bögöt
Bögöt là một thị trấn thuộc hạt Vas, Hungary. Thị trấn này có diện tích 4,99 km², dân số năm 2010 là 388 người, mật độ 78 người/km².